# Agaricus campestris
Agaricus campestris (Carl von Linné, 1753), sin. Psalliota campestris (Carl von Linné, 1753 ex Lucien Quélet, 1872) numit în popor ciupercă de bălegar, șampinion, ciupercă de gunoi (câteodată confundată cu Agaricus arvensis (ciupercă de câmp), este o specie de ciuperci comestibile saprofită din încrengătura Basidiomycota, în familia Agaricaceae și de genul Agaricus. Buretele se poate găsi în România, Basarabia și Bucovina de Nord, crescând pe pământ îngrășat în grupuri precum cercuri mari de vrăjitoare, prin grădini, parcuri, fânațe, pășuni, preferat în zone cu iarbă, unde de obicei pasc ierbivori (în special oi și cai), de la câmpie până la munte, din (aprilie) mai până în noiembrie.

## Taxonomie

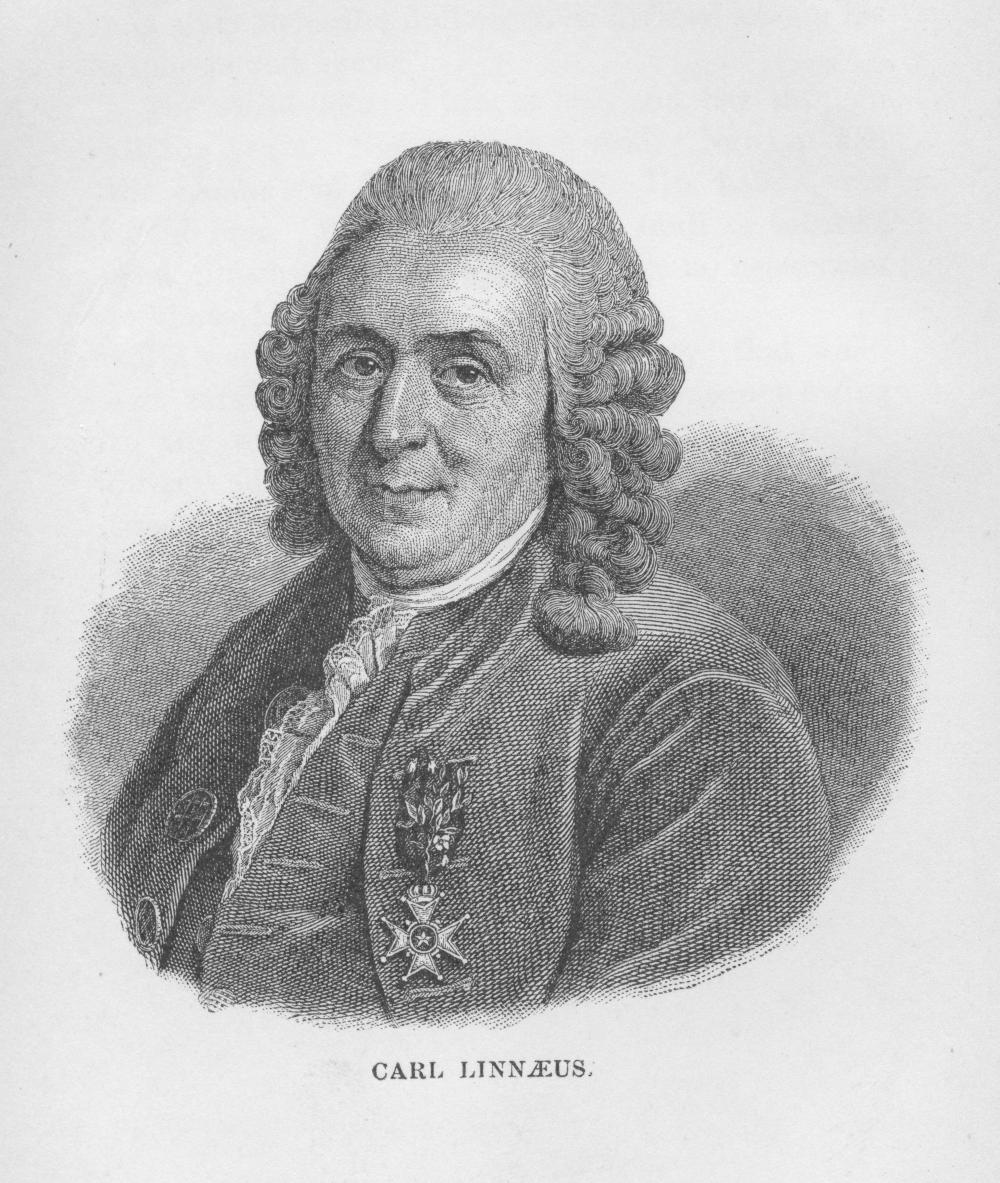
Carl von Linné

Primul micolog care a descris buretele a fost renumitul om de știință Carl von Linné în volumul 2 al lucrării sale Species Plantarum din 1753 sub denumirea Agaricus campester, epitetul fiind minimal corectat în numele actual campestris de marele savant Giovanni Antonio Scopoli in 1772. 
Redenumirea în Psalliota campestris prin botanistul francez Lucien Quélet în volumul 1 al operei sale Les champignons du Jura et des Vosges din 1872 și aprobată de micologul italian Giacomo Bresadola în 1931, a fost preluată de mulți micologi vorbitori de Limbi romanice, între ei și micologul italian Bruno Cetto, o denumire preluată și de Poșta Română pe un timbru din 1958.
Între timp, soiul duce din nou vechia însemnare, iar  denumirea Psalliota campestris nu mai este parte a nomenclaturii oficiale. Totuși se găsește în nenumărate cărți științifice actuale. Toate celelalte sinonime pot fi neglijate.
Specia a fost numită de către Deutsche Gesellschaft für Mykologie (Asociația Germană pentru Micologie) ciuperca anului 2018.

## Descriere

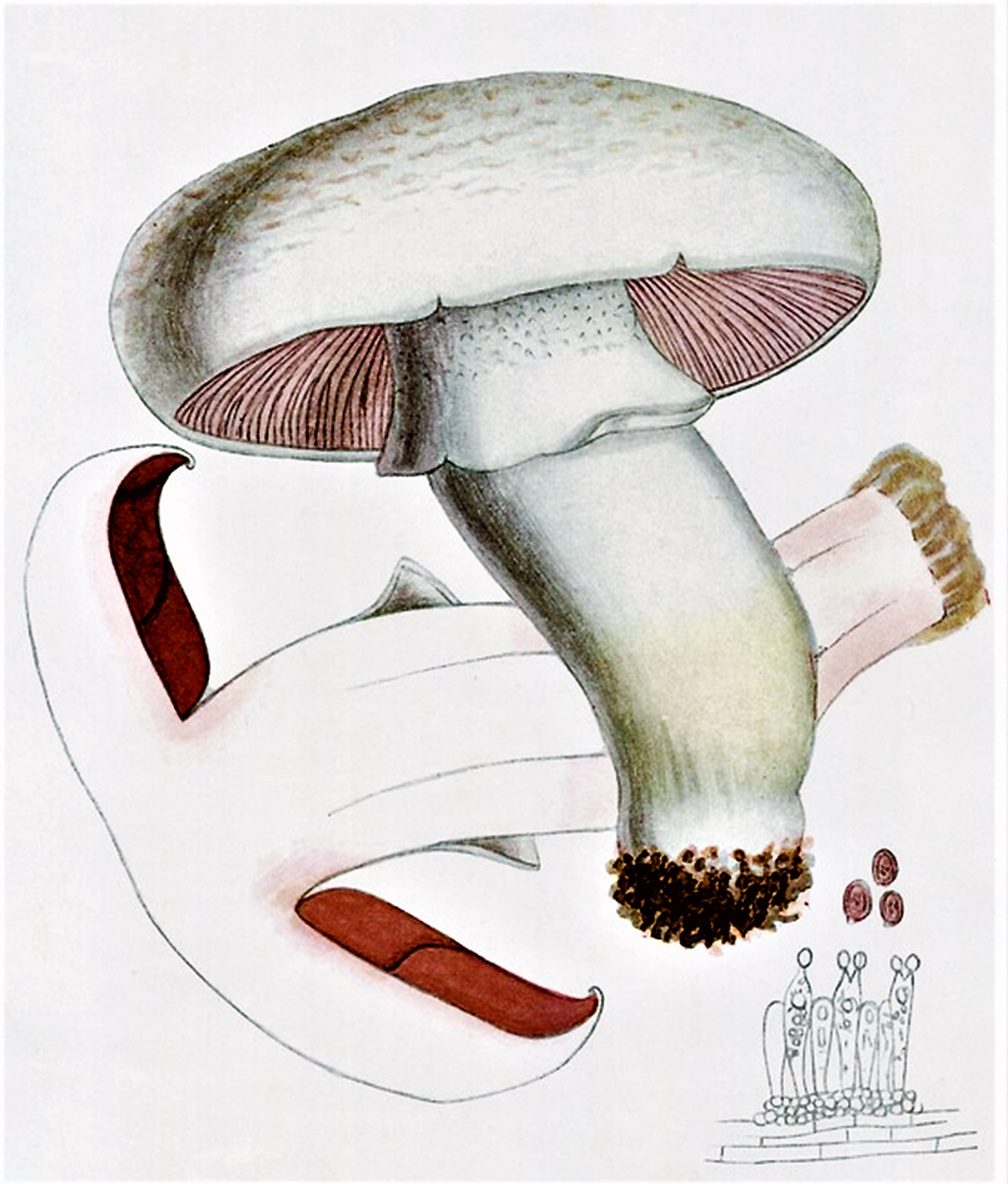
Bres.: Psalliota campestris

Această specie este nu prea rar confundată și astfel parțial incorect descrisă în cărți și articole.
- Pălăria: are un diametru de 6-10 (12) cm, este cărnoasă și amenajată central peste picior, fiind în primul stadiu globuloasă și acoperită de vălul parțial, apoi semisferică cu margine răsfrântă către interior, prezentând uneori niște solzi, rămășițe ale acestui vălului. Pălăria se aplatizează destul de repede, devenind la bătrânețe aproape plană. Cuticula este uscată, uneori cu scame, albă, dar primește odată cu vârsta sau pe vreme uscată un colorit crem-gălbui, chiar bej.
- Lamelele: sunt lungi, aglomerate, strâmte și neaderente la picior, fiind inițial rozalbi, acoperite de o cortină groasă și albuie (rest al vălului parțial), schimbând coloritul apoi în roz, la maturitate roșiatic și la bătrânețe peste maroniu în maroniu-negricios și aproape negru.
- Piciorul: are o înălțime de 3-7 cm, o lățime de 1-3 cm, este alb, plin, cilindric și ușor umflat la bază, prezentând o manșetă simplă, albă, membranoasă, care nu se răsfrânge în jos peste picior. Inelul este deasupra, neted, dedesubt, către bază, ceva scămos, mătăsos-solzos.
- Carnea: este compactă și tare, devenind pe măsura avansării în vârstă moale, în pălărie și picior albă, decolorându-se după o secțiune longitudinală roz în jurul lamelelor. Buretele este de gust dulceag și foarte savuros, având un miros plăcut de ciuperci.
- Caracteristici microscopice: Sporii sunt netezi și rotunjori până slab elipsoidali cu o dimensiune cuprinsă între 6–9 × 5–6 microni. Culoarea lor este maroniu-purpurie.[7][8][9]
- Reacții chimice: Carnea buretelui se colorează cu anilină foarte slab galben-măsliniu, cu pirogalol brun-portocaliu, cu tinctură de Guaiacum verde-albăstrui, iar lamelele cu naftolul α roșu și coaja piciorului cu sulfat de fier repede portocaliu.[16]

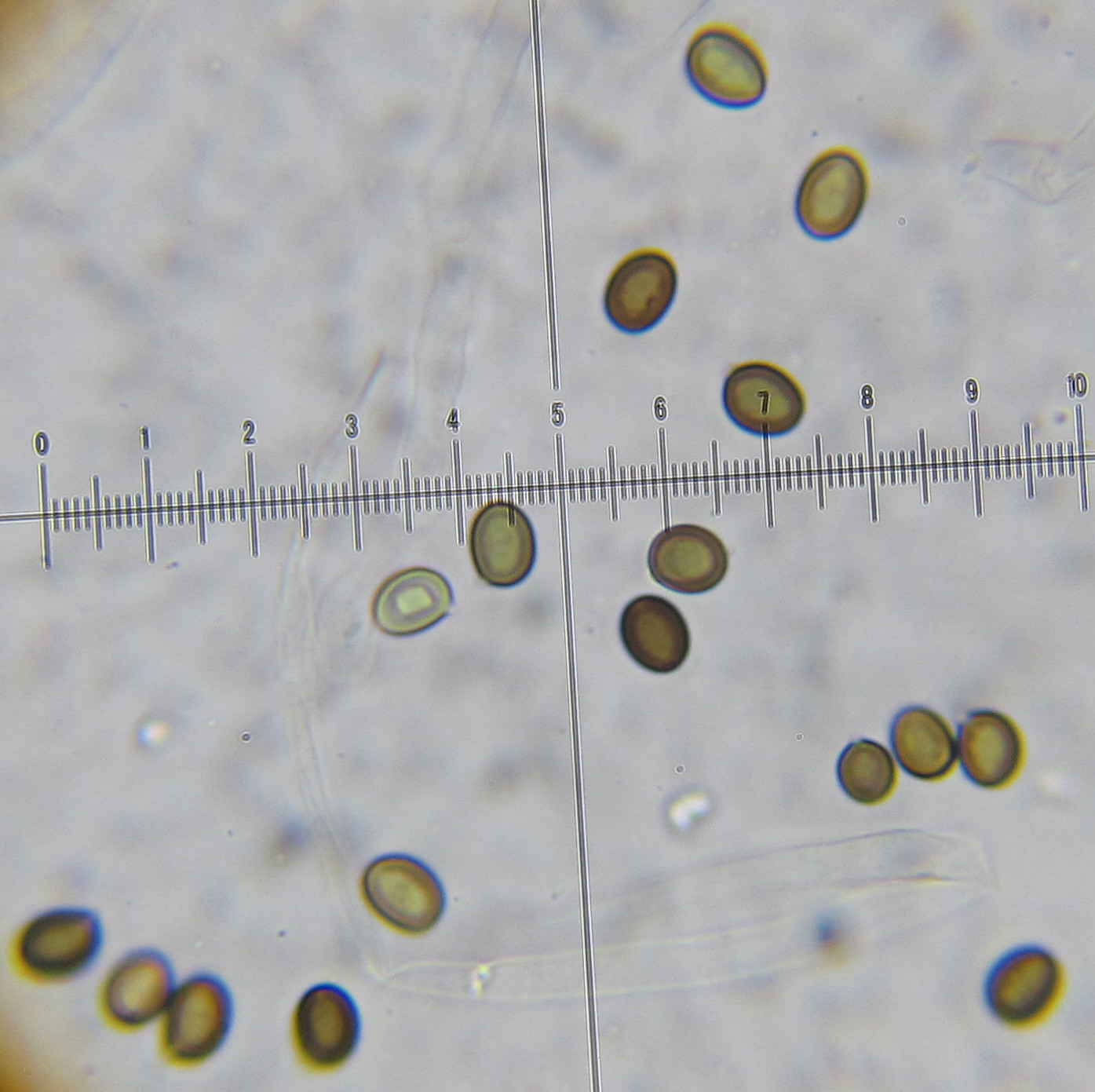
A. campestris, spori
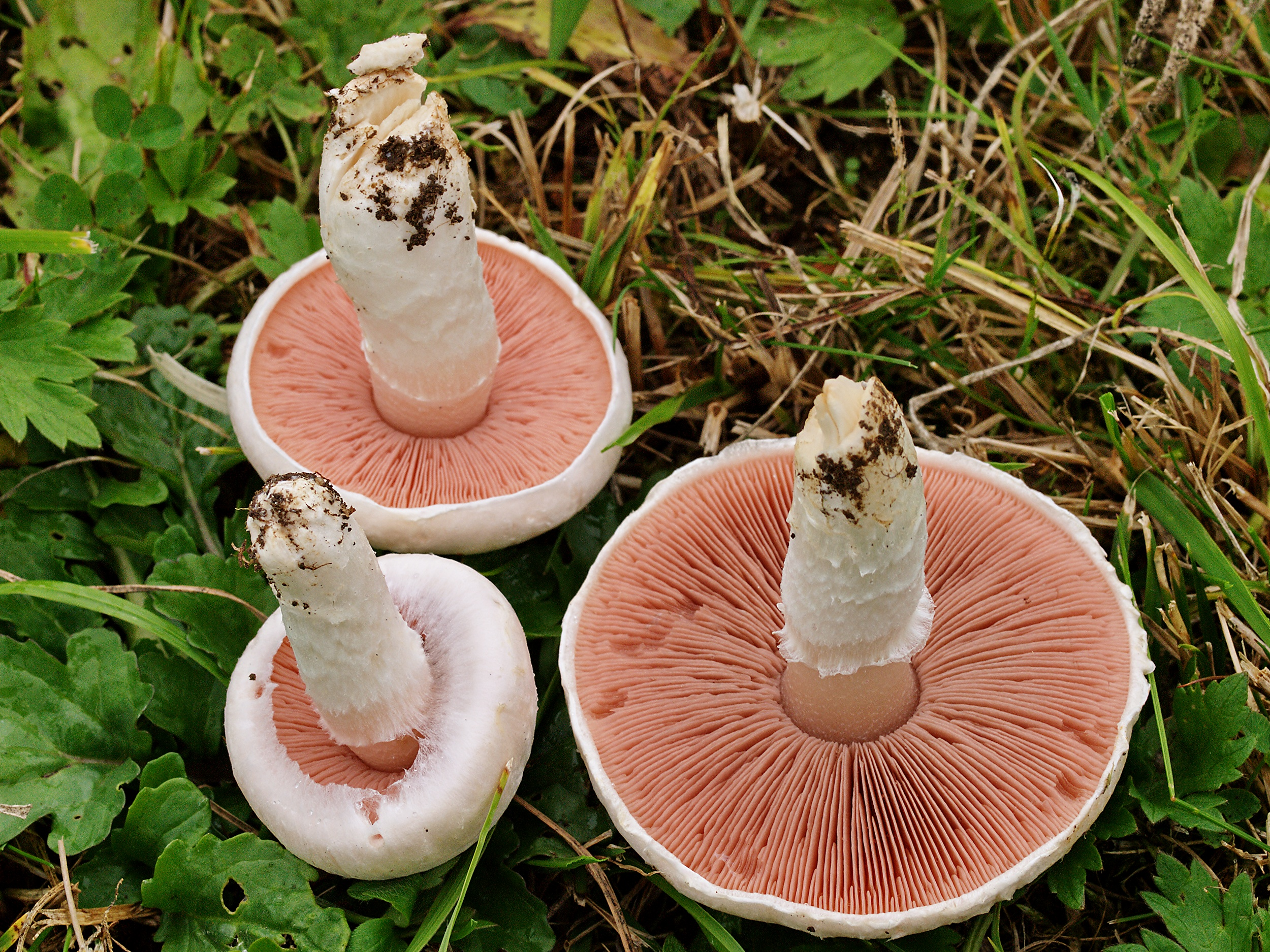
A.campestris tineri: lamele, picior, văl parțial
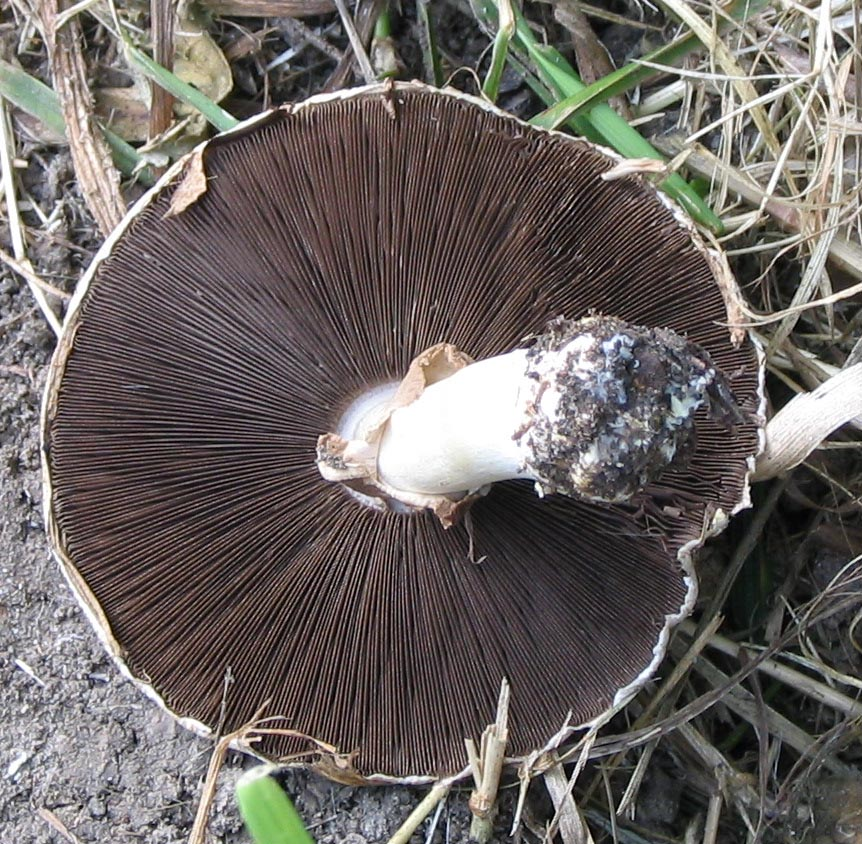
A.campestris bătrân: lamele, picior
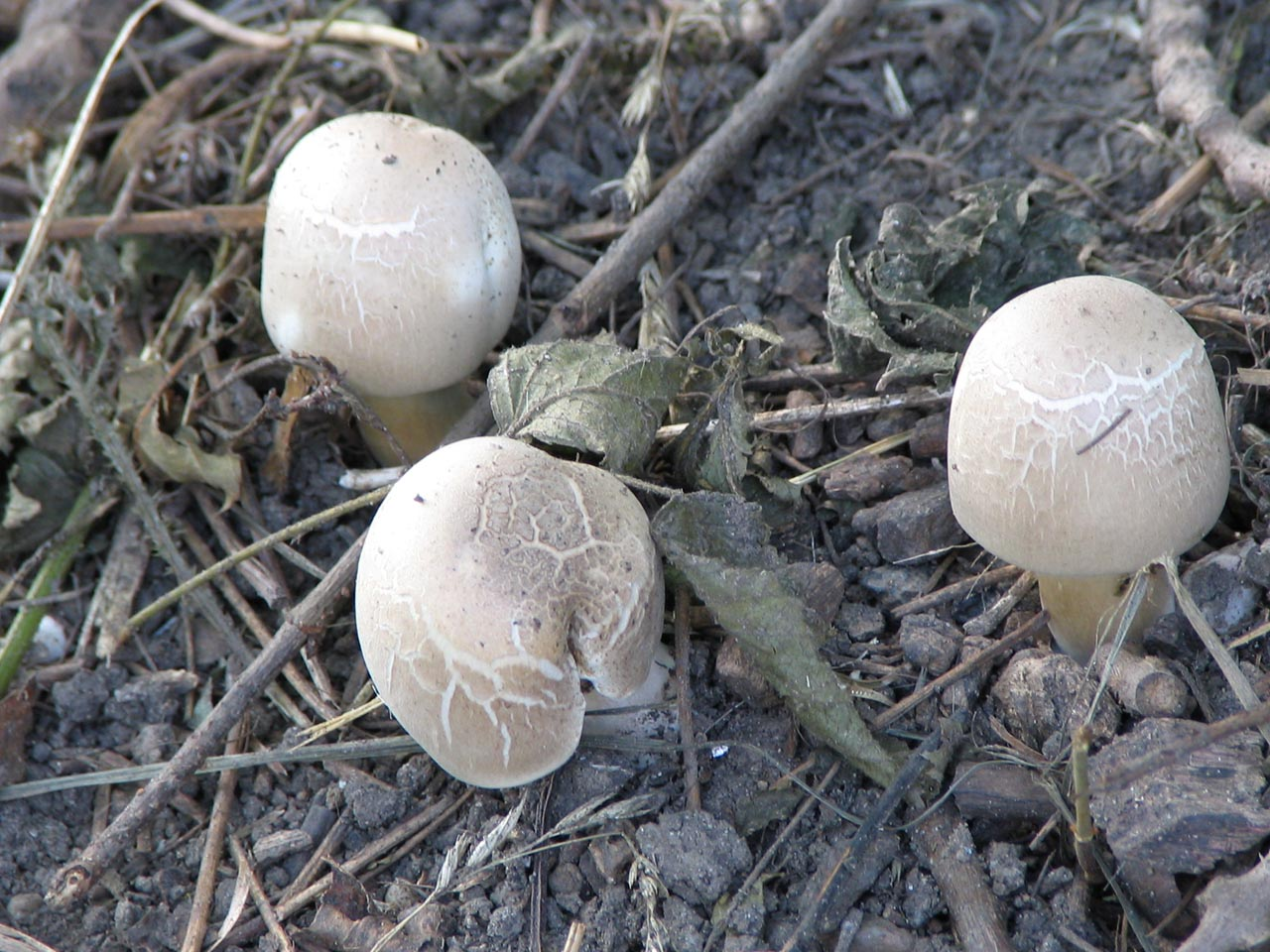
A. campestris tineri
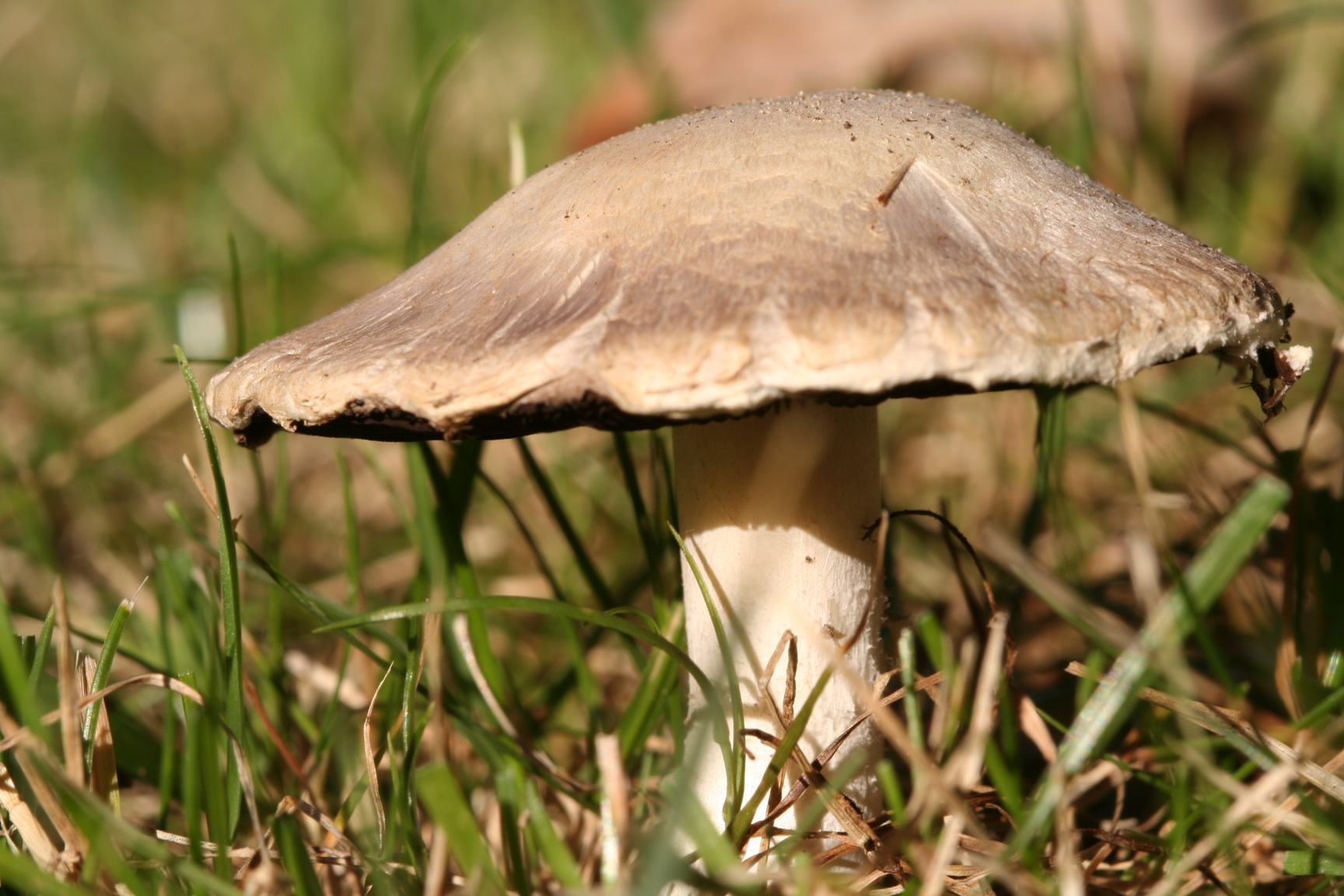
A. campestris bătrân

## Confuzii
În mod general ciuperca de bălegar poate fi doar confundată cu alte specii de genul Agaricus, de exemplu cu cele care îngălbenesc și au un miros de anason sau de alune cum sunt: Agaricus abruptibulbus, Agaricus albolutescens, Agaricus arvensis, Agaricus bresadolanus (otrăvitor), sau Agaricus macrosporus. Dar și confundarea cu alte specii albuie ale acestui gen sunt posibile, în special cu Agaricus bitorquis, cu mai micul Agaricus comtulus, sau Agaricus xanthodermus, mai departe  cu soiuri altora genuri, astfel cu Amanita Eliae, Calocybe gambosa, Leucoagaricus leucothites sin. Lepiota naucina, sau Volvariella speciosa sin. Volvariella gloiocephala. Aceste specii sunt inofensive, cu excepția otrăvitorului Agaricus xanthodermus, a cărui carne de bază este colorată mereu galben, mirosind a iod, fenol sau cerneală.
Altfel se ivește situația, dacă un începător ar confunda soiul cu specii letale cum sunt Amanita phalloides sau Amanita verna. Amanita virosa care cresc numai în pădure. În plus, genul Amanita are o volvă cu bulb, fiind de miros diferit și nu au lamele roze care se colorează la maturitate maroniu până negru. Inocybe erubescens este în tinerețe alb, schimbă însă repede culoarea și se pătează cărămiziu la tăiere, apăsare sau rupere. 

### Specii otrăvitoare de confundat

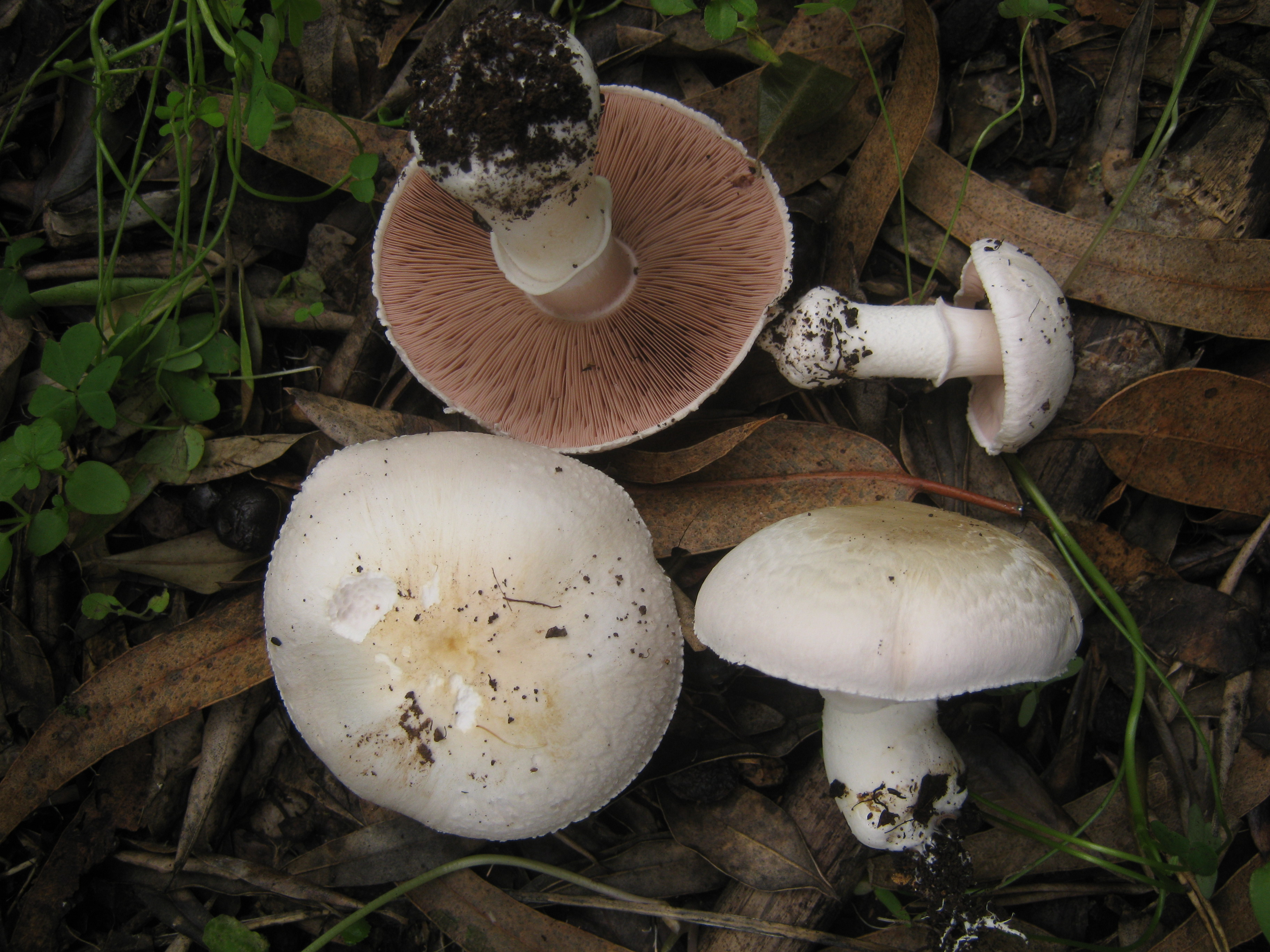
!!Agaricus bresadolanus!!
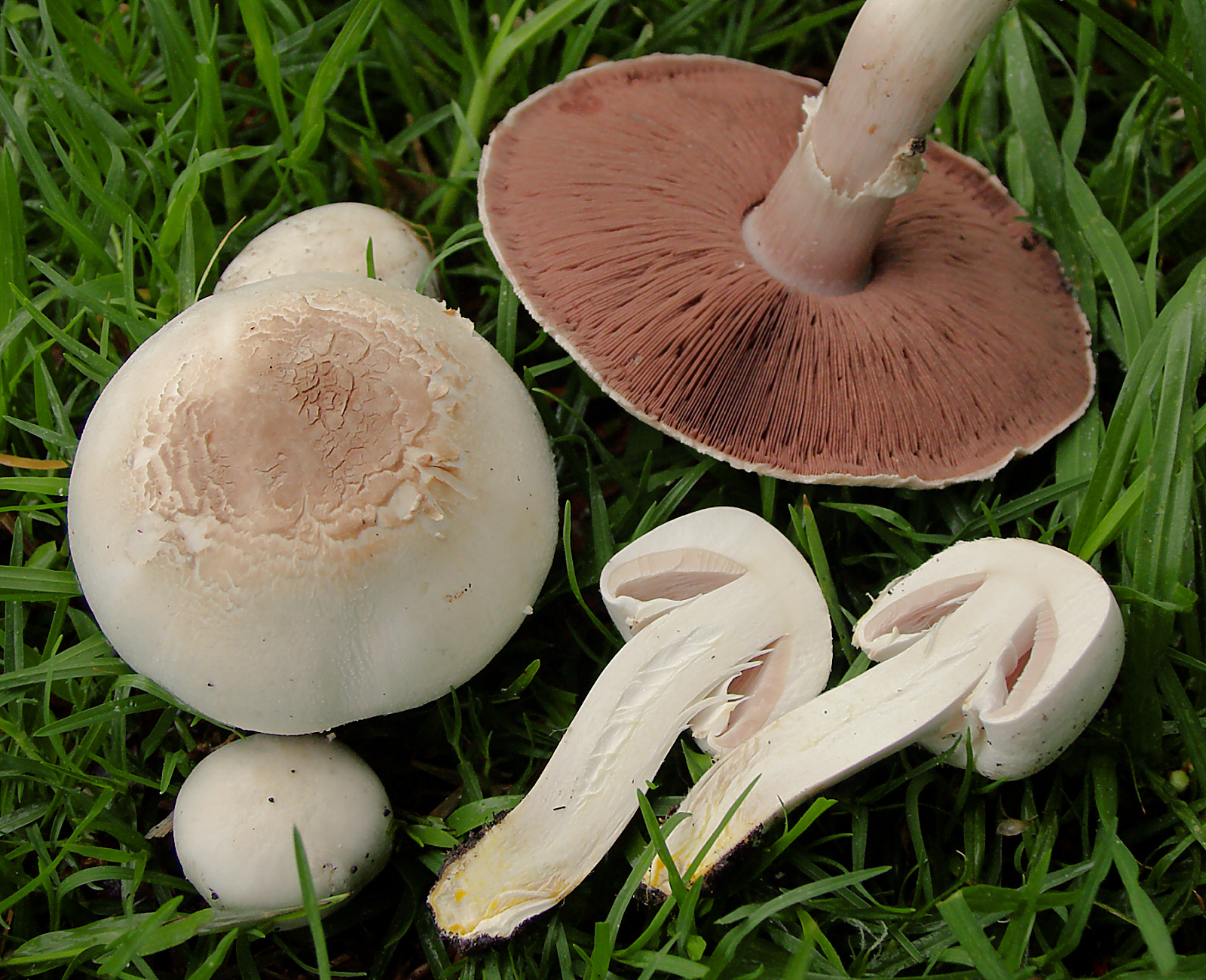
!! Agaricus xanthodermus !!
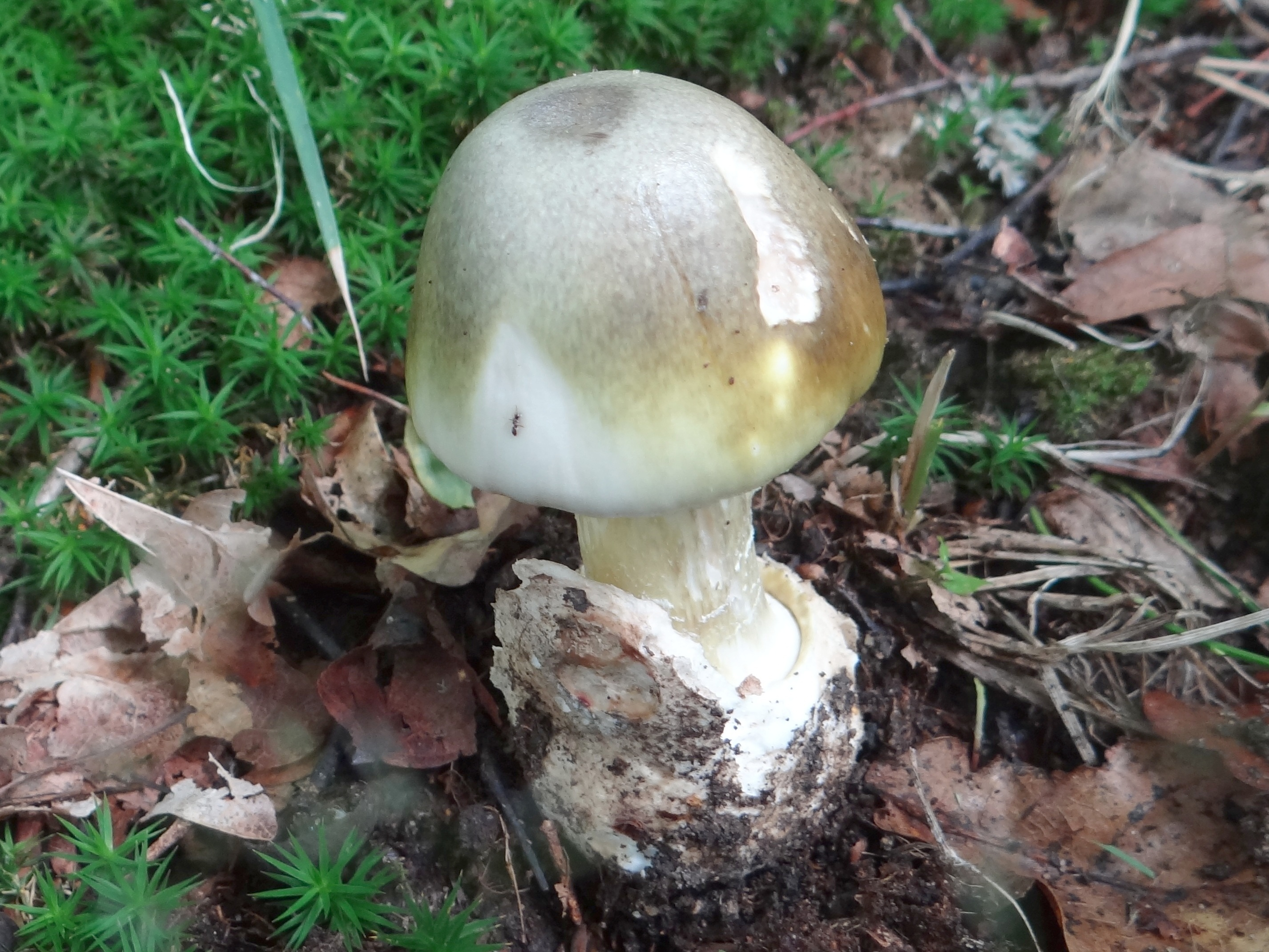
!!! Amanita phalloides !!!
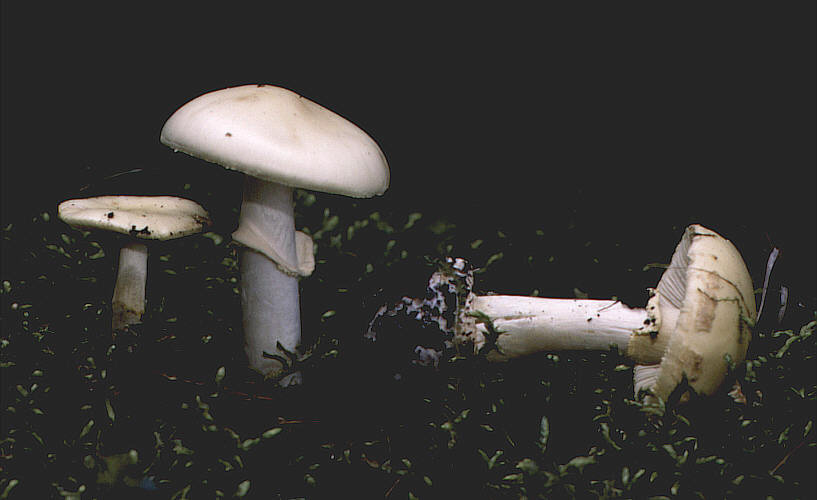
!!! Amanita verna !!!
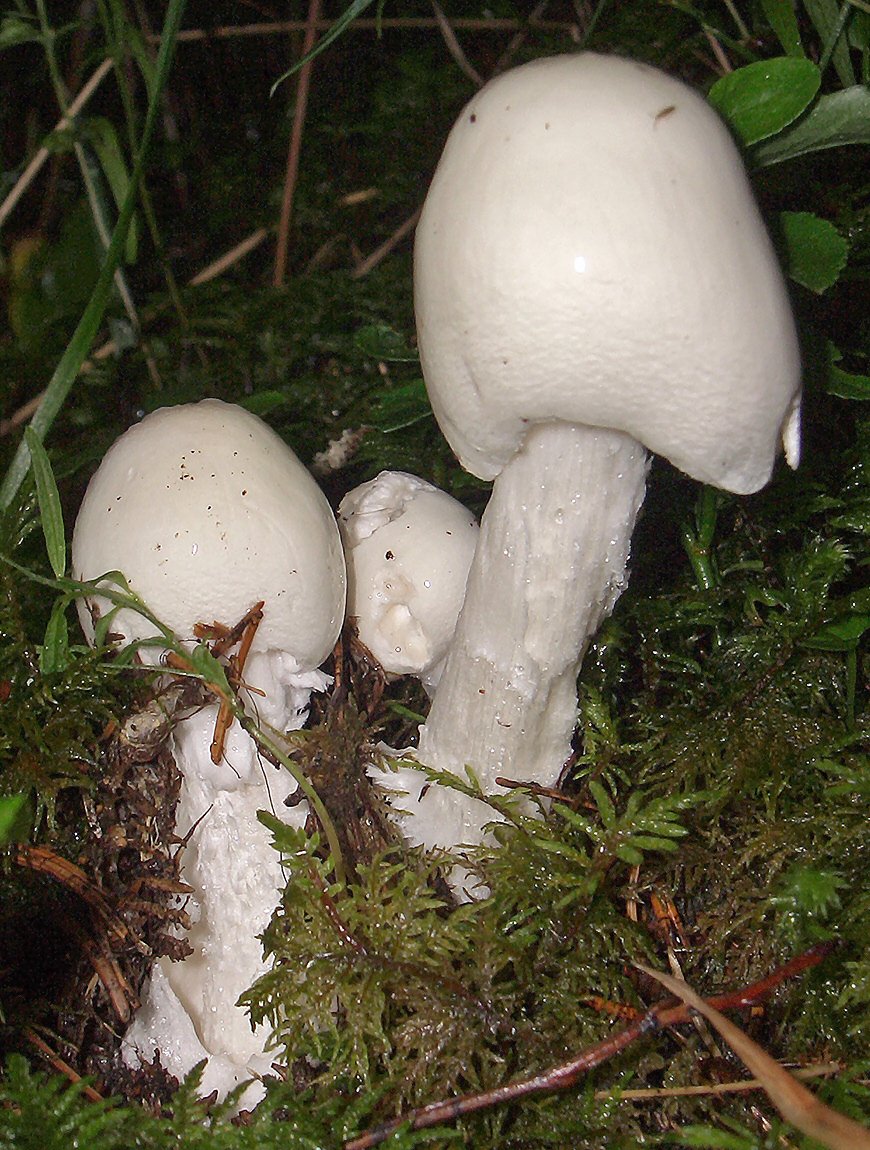
!!! Amanita virosa !!!
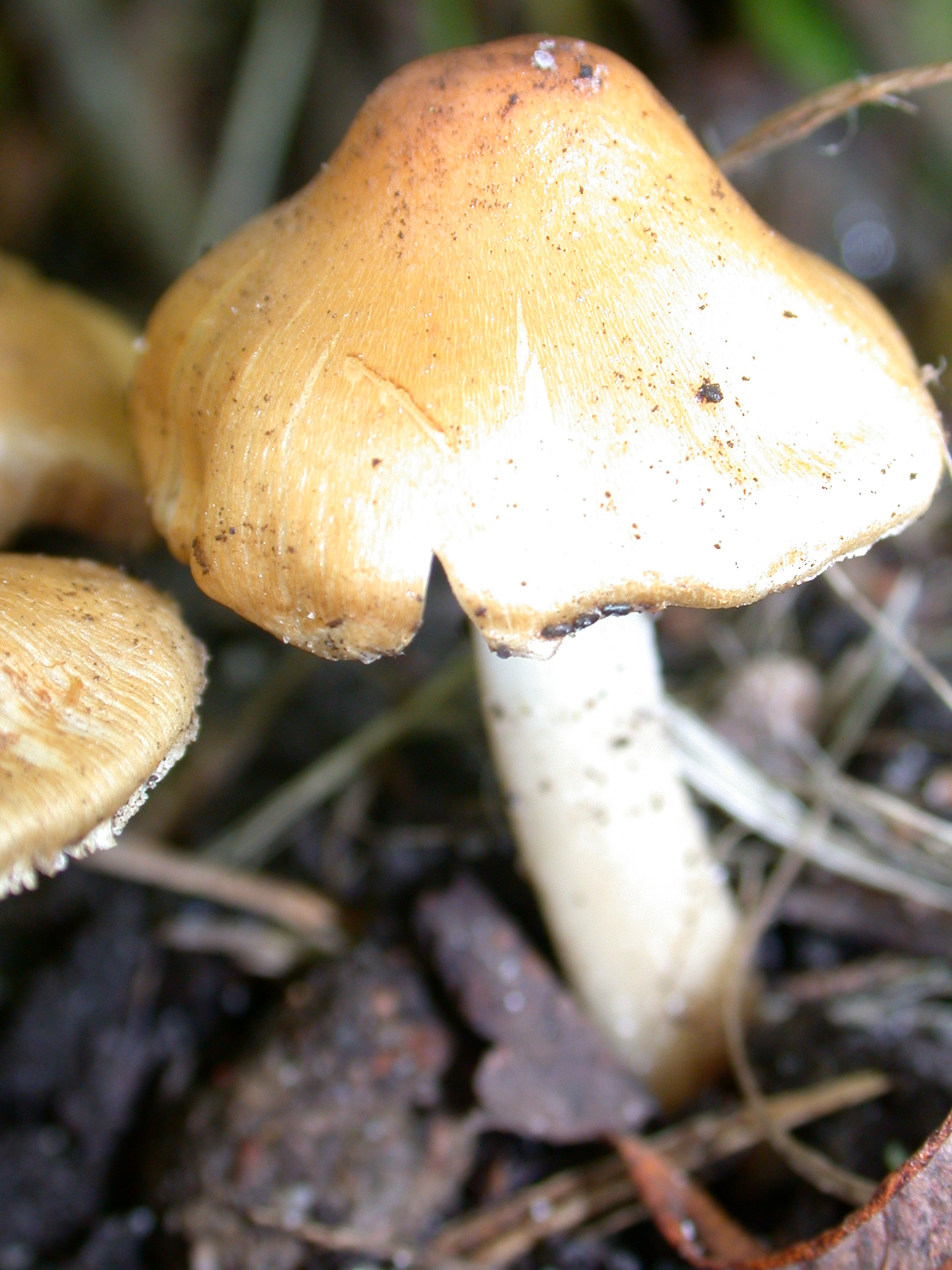
!!! Inocybe erubescens !!!

### Specii comestibile de confundat

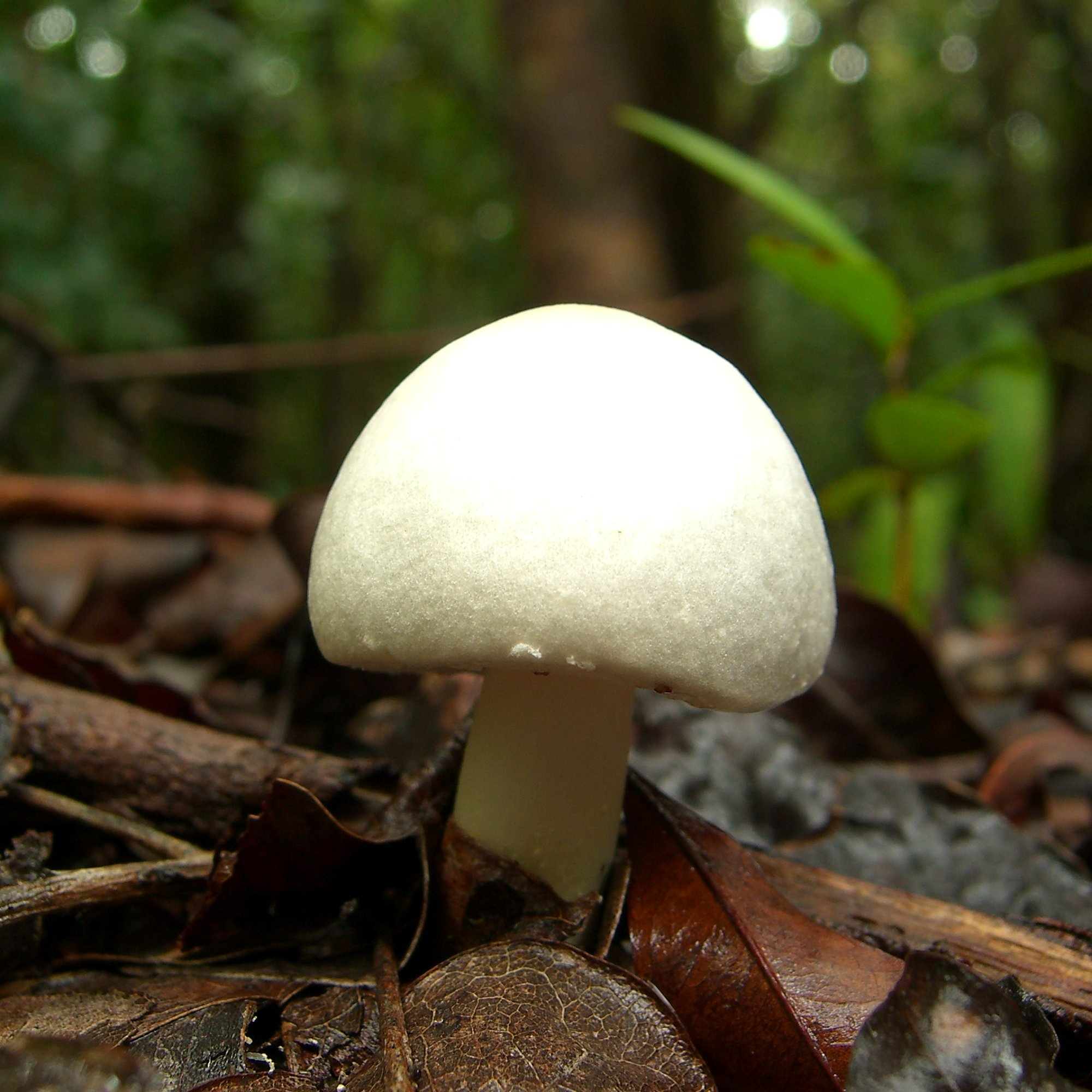
Agaricus abruptibulbus
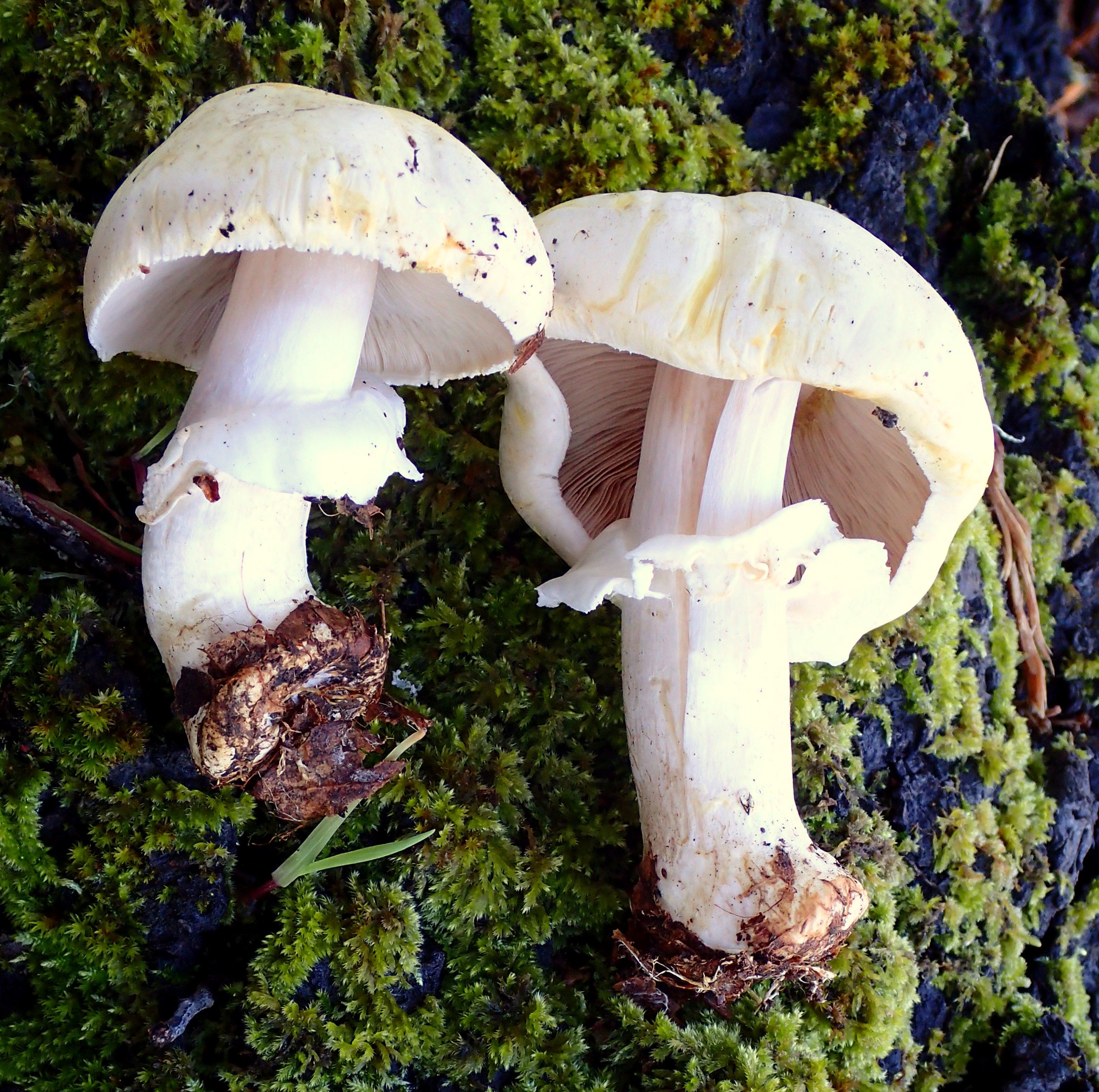
Agaricus albolutescens
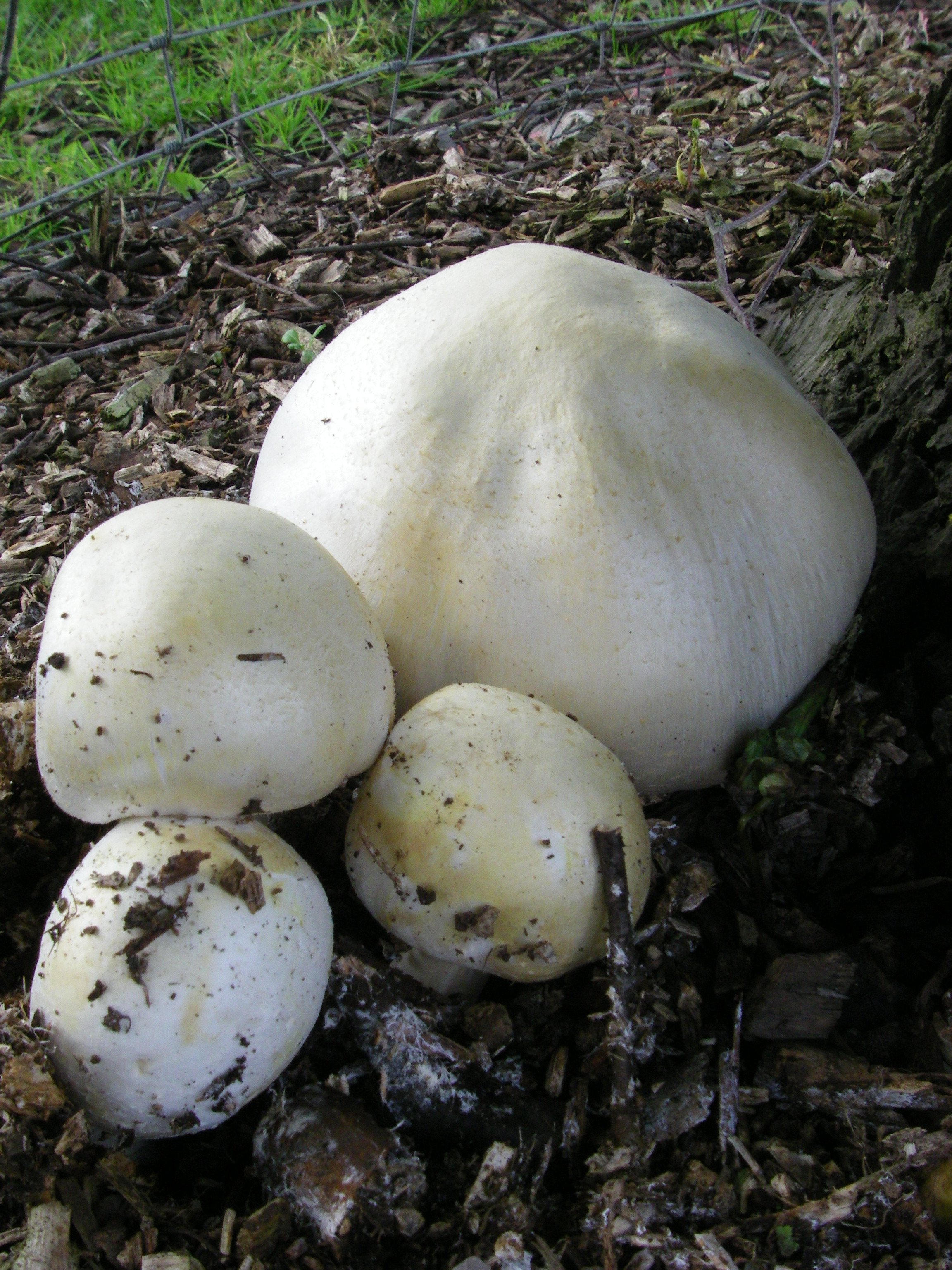
Agaricus arvensis
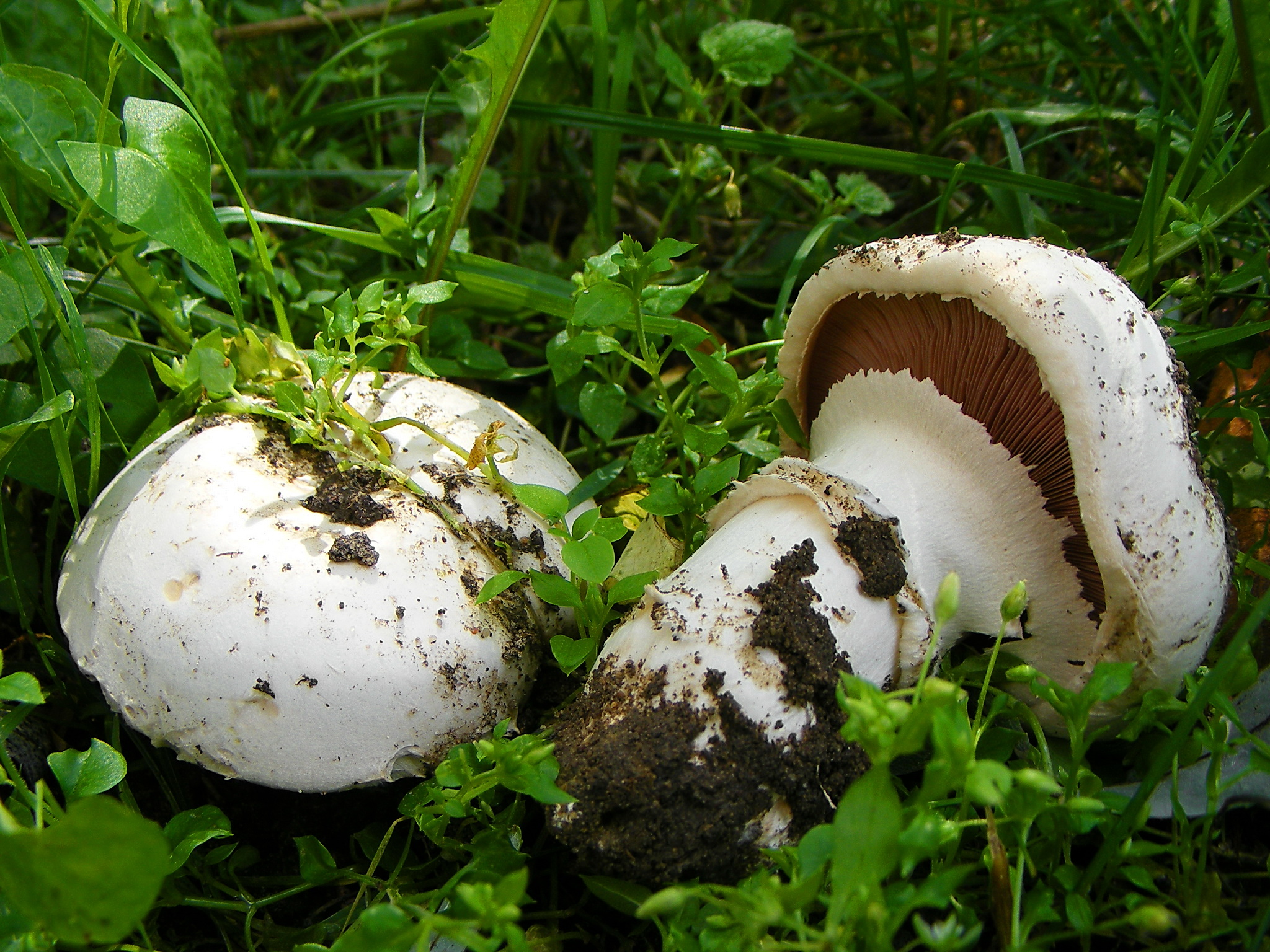
Agaricus bitorquis
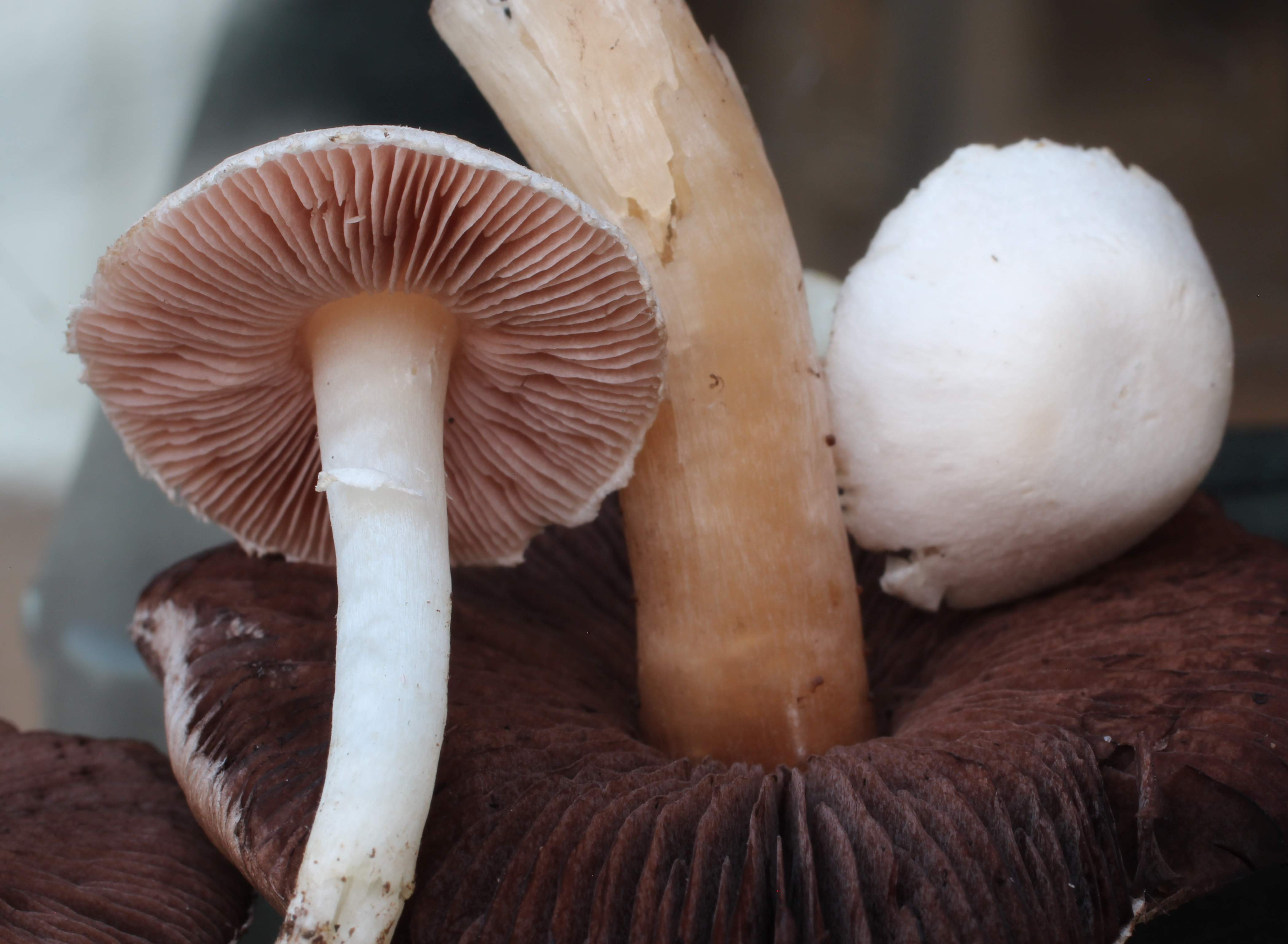
Agaricus comtulus

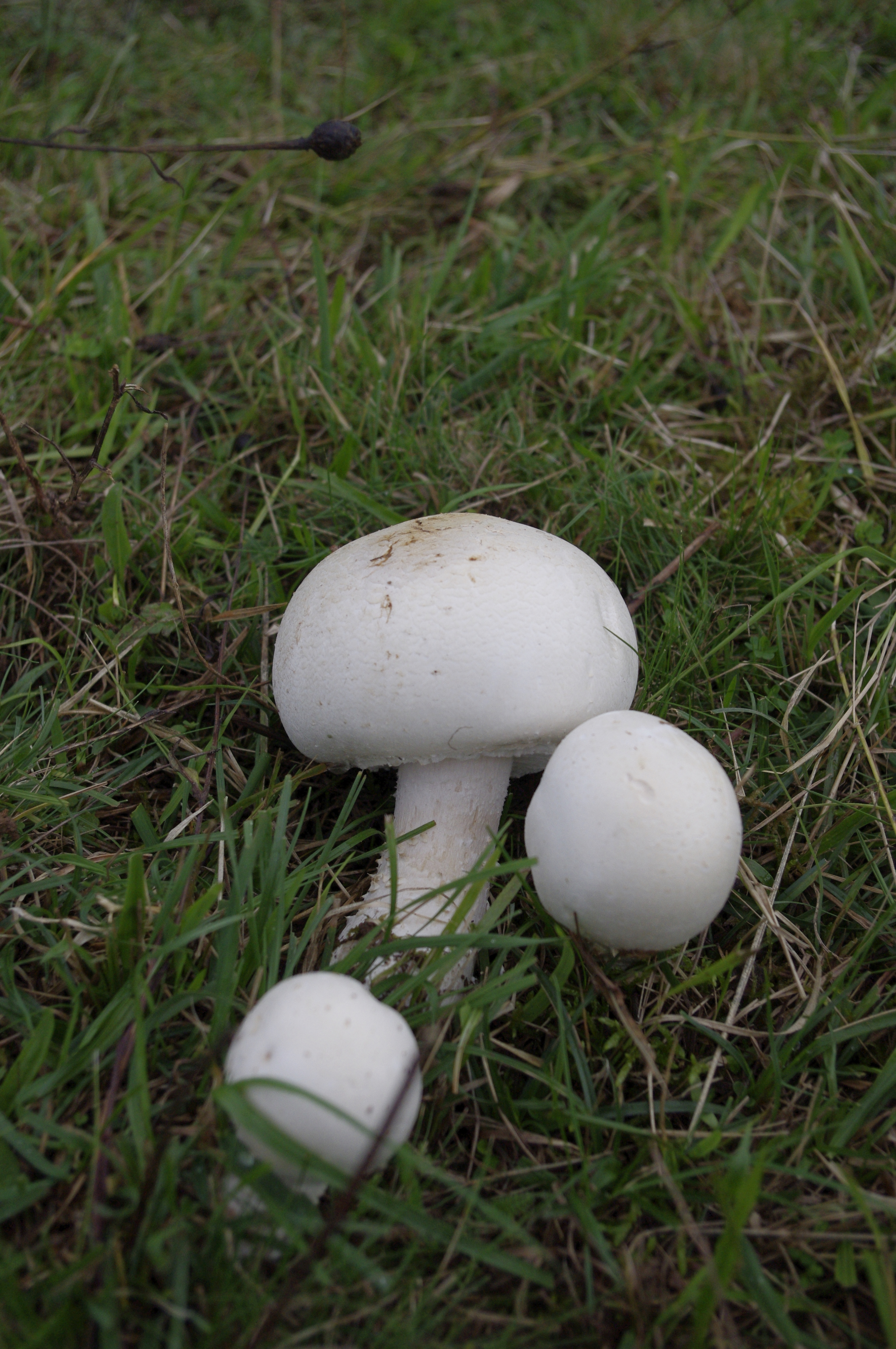
Agaricus macrosporus
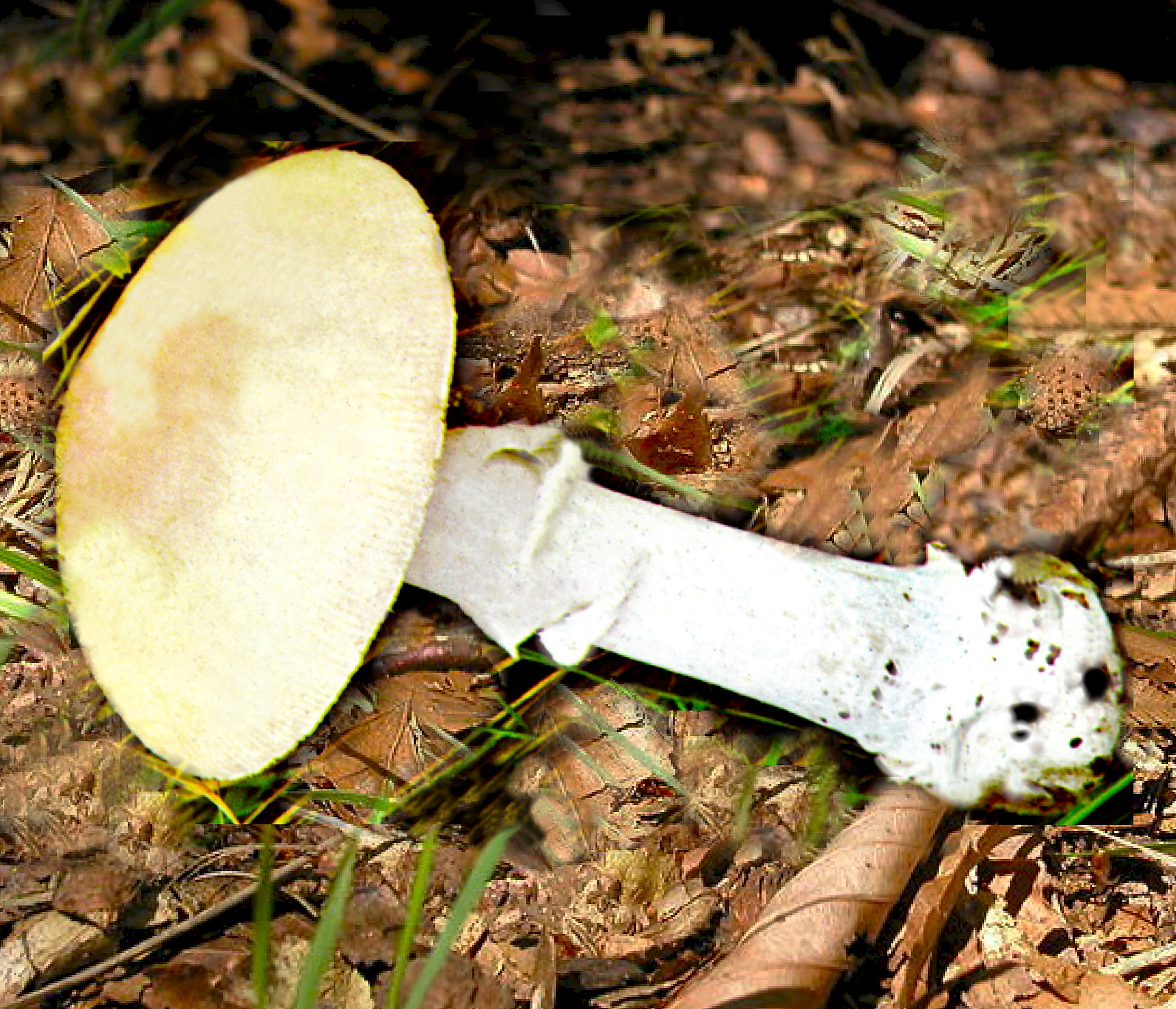
Amanita eliae
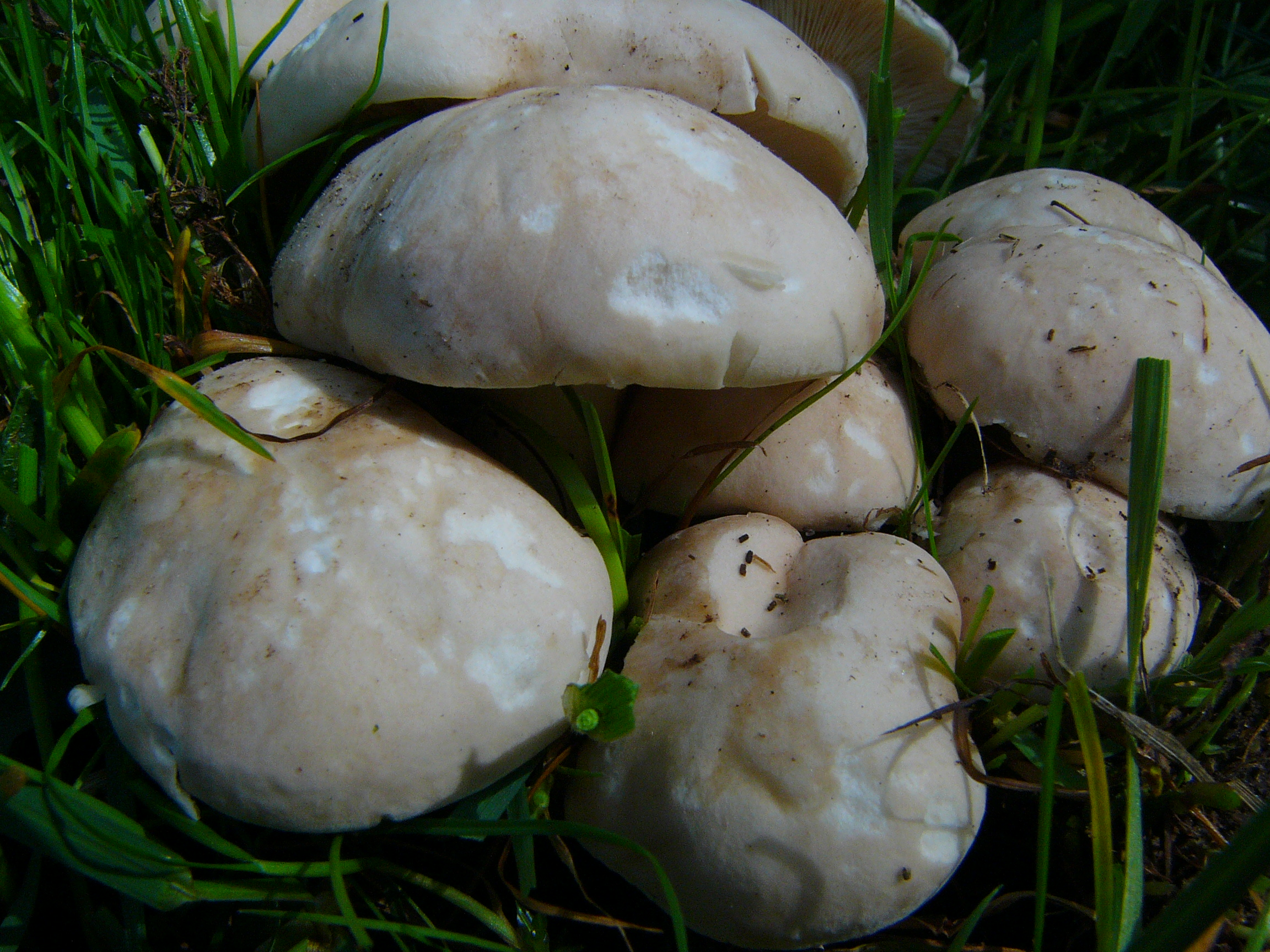
Calocybe gambosa
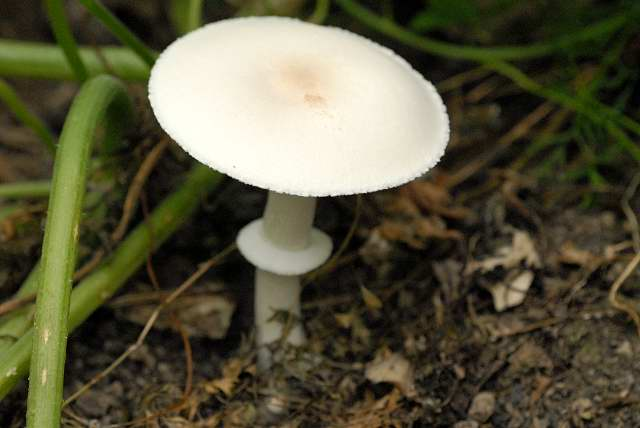
Leucoagaricus.leucothites
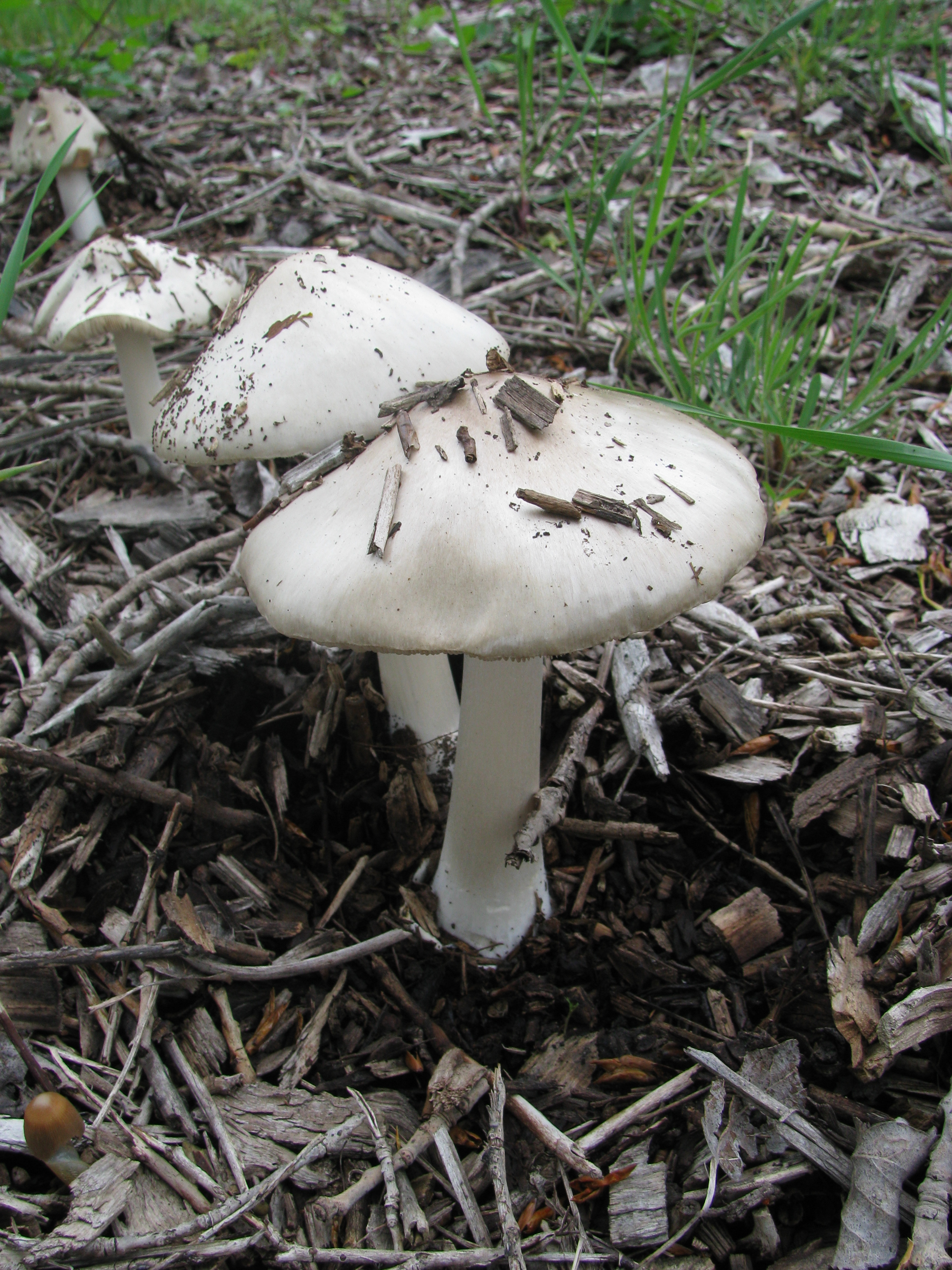
Volvariella speciosa

## Valorificare

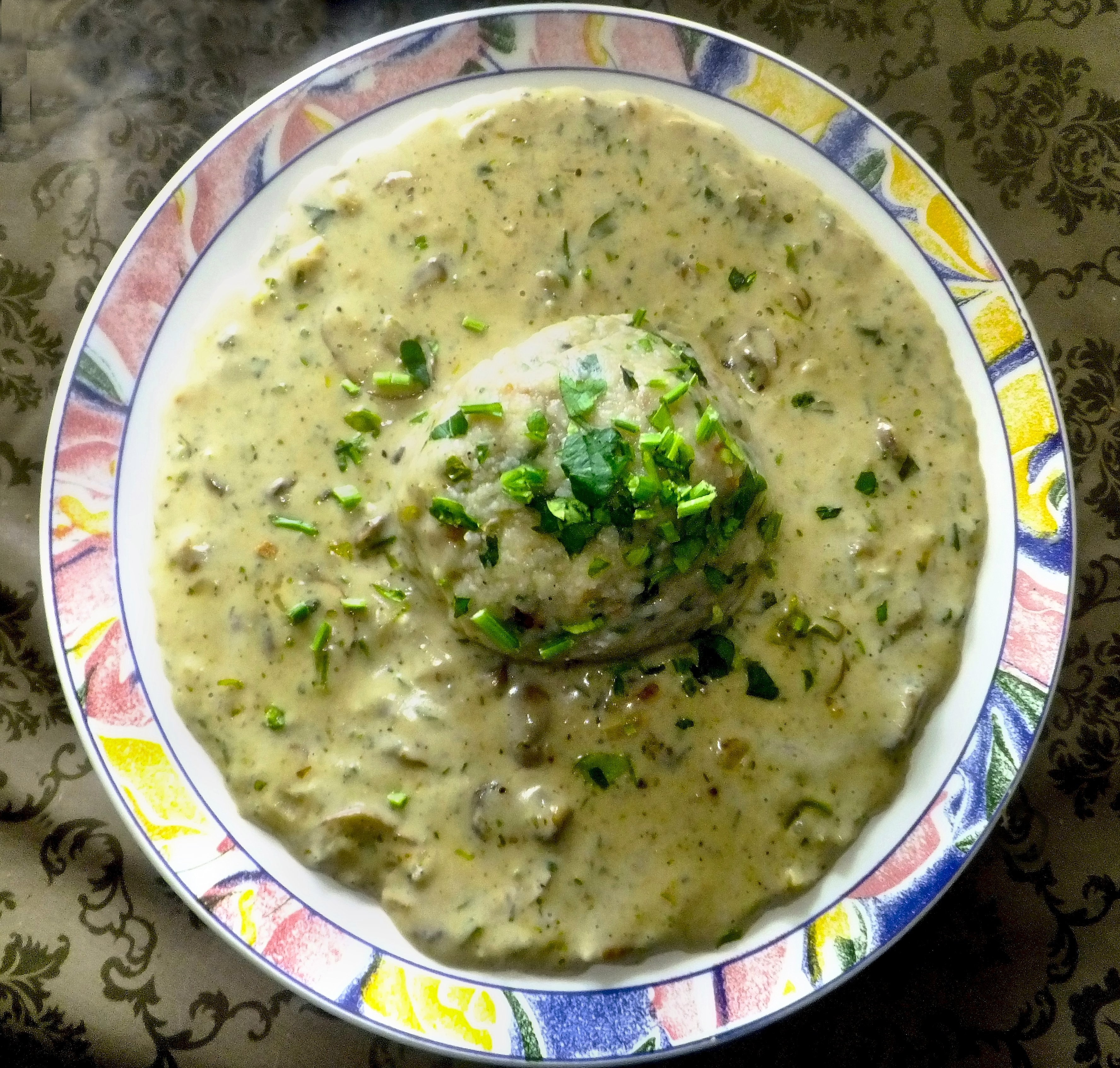
Ciulama de bălegari cu Gălușcă de chifle

Ciupercile de bălegar se pot consuma fierte, oprite, prăjite, crude sau uscate, fiind deosebit de gustoase. Ele pot fi pregătite ca ciulama, de asemenea împreună cu alți bureți sau adăugate la un sos de carne. Gustoase sunt de asemenea cu jumări de ou, prăjite în unt cu verdețuri, la grătar, ca umplutură pentru plăcinte de foaie sau preparate în mod ardelean (seu de porc, ceapă, ciuperci tăiate, morcov, păstârnac, boia ardei, smântână). Buretele firește poate fi conservat și în ulei, oțet sau saramură după ce a fost fript sau fiert.

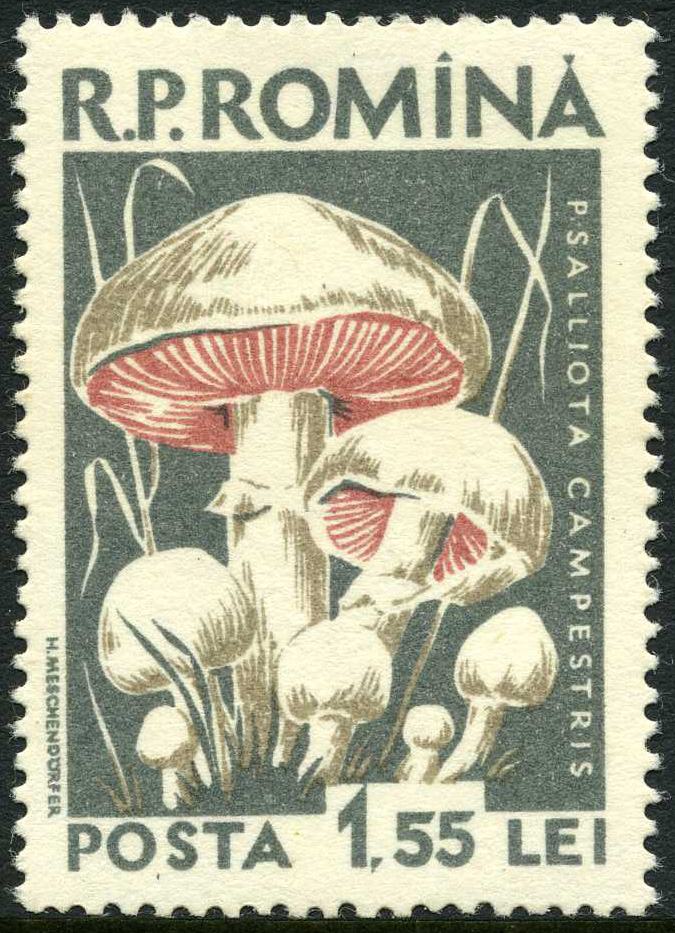
Psalliota campestris, Poșta Română 1958